# Liste von Persönlichkeiten der Stadt Lemgo
Folgende Personen und Persönlichkeiten stehen mit der lippischen Stadt Lemgo in Verbindung.

## Söhne und Töchter der Stadt

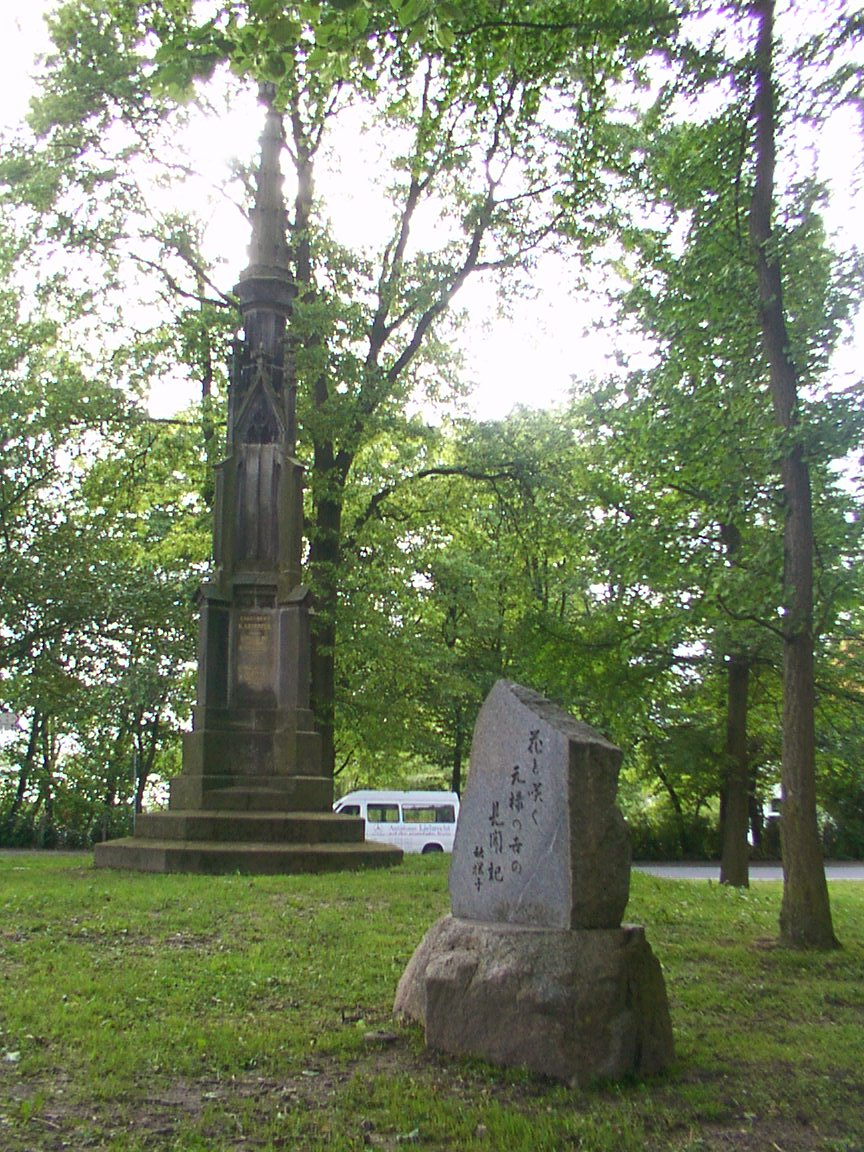
Engelbert-Kaempfer-Denkmal

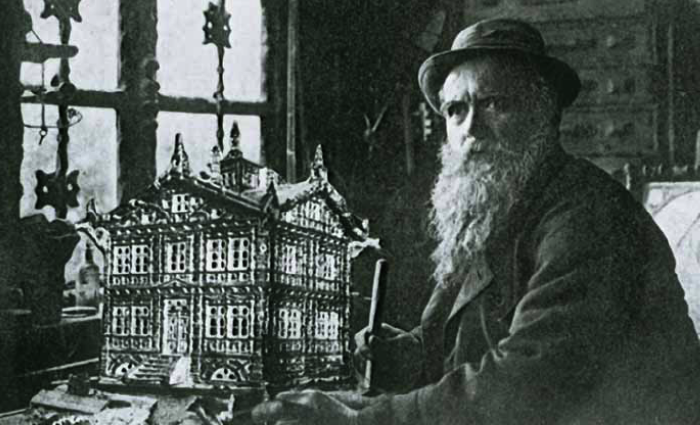
Karl Junker, Maler, Bildhauer und Architekt

- Alexander Einhorn († 1575), evangelisch-lutherischer Geistlicher und Superintendent von Kurland
- Mauritius Piderit (1497–1576), Theologe
- Hermann Wulff (1535–1599), Baumeister
- Simon VII. zur Lippe (1587–1627), geboren auf Schloss Brake, Graf von Lippe-Detmold
- Johann Cothmann (1588–1661), Jurist und Diplomat
- Johannes Mollenbeck (1592–1624), Rechtswissenschaftler und Hochschullehrer
- Simon Peter Tileman (1601–1688), Maler
- Simon Ludwig zur Lippe (1610–1636), geboren auf Schloss Brake, Graf zur Lippe
- Hermann Cothmann (auch Herman Cothman) (1629–1683), Bürgermeister von Lemgo und berüchtigt für seine Hexenverfolgungen („Hexenbürgermeister“)
- August zu Lippe-Brake (1643–1701), geboren auf Schloss Brake, Feldmarschall und Geheimer Kriegsrat von Hessen-Kassel und Landkomtur der Ballei Hessen des Deutschen Ordens
- Maria Rampendahl (1645–1705), letzte als Hexe angeklagte (und freigesprochene) Frau in Lemgo
- Johann Heinrich Starcke (1651–1707), Professor für Medizin an der Universität Königsberg und Rat und Leibarzt des Kurfürsten von Brandenburg
- Engelbert Kaempfer (1651–1716), Begründer der Japanologie
- Hermann Billerbeck (1656–1706), lutherischer Theologe und Konsistorialrat
- Andreas Kaempfer (1658–1743), Orientalist, Pfarrer und Hebraist
- Bernhard Ludwig Mollenbeck (1658–1720), Rechtswissenschaftler und Hochschullehrer
- Johann Heinrich Dreyer (1670–1737), Kaufmann und Lübecker Bürgermeister
- Friedrich Wilhelm Meyer (1695–1774), Drucker, Verleger und Buchhändler
- Christian Wilhelm von Dohm (1751–1820), politischer und historischer Schriftsteller, Vorkämpfer für die Emanzipation der Juden
- Heinrich Wilhelm Hahn der Ältere (1760–1831), Buchhändler und Verleger, Gründer der Hahnsche Buchhandlung in Hannover
- Ernst Helwing (1803–1875), Historiker
- Hermann Friedrich Ferdinand Clemen (1805–1847), evangelisch-lutherischer Theologe und Pfarrer
- Gustav Adolf Wolff (1819–1878), Journalist und Verleger
- August Louis Wolff (1825–1911), Kaufmann, US-amerikanischer Honorarkonsul und Mäzen
- Johannes Hunnaeus (1835–1916), Landgerichtspräsident in Detmold und Mitglied des Lippischen Landtags
- Franz Ewerbeck (1839–1889), Architekt und Hochschullehrer
- Karl Junker (1850–1912), Maler, Bildhauer, Architekt
- Karl Heinrich Piderit (1857–1918), Landrat in Detmold
- Paul Kracht (1863–1959), Leinenfabrikant
- Heinrich Kuhlmann (1863–1943), Mitglied des Landtags Lippe (DNVP)
- August Borchard (1864–1940), Mediziner
- Hermann Bussemeier (1865–1938), Bäckermeister und Mitglied des Lippischen Landtags
- August von Gall (1872–1946), Theologe
- Friedrich und August Duesenberg (1876–1932 bzw. 1879–1955), Gründer des Unternehmens Duesenberg
- Rudolf Müller (1876–1933), Jurist, Präsident des Landgerichts Detmold
- Theodor Heynemann (1878–1951), erster Direktor der Universitätsfrauenklinik in Hamburg
- Heinrich Drake (1881–1970), Politiker und Ehrenbürger der Stadt Lemgo
- Gustav Wolff (1881–1965), Lehrer und Ornithologie
- Heinrich Blübaum (1882–?), Schlossermeister und Mitglied des lippischen Landtags
- Karl Meier (1882–1969), Philologe, Schriftsteller
- Eduard Meyer (1885–1965), Verwaltungslandwirt, Tierzuchtleiter und Pferdezüchter
- Dorothee Theopold (1886–1926), Schriftstellerin
- Bruno Kirchhof (1890–1976), Jurist, Politiker, Bürgermeister von Detmold, Mitglied des Landtags Nordrhein-Westfalen
- Ernst Pethig (1892–1956), Architekt, Maler
- Hermann Hölter (1900–1989), Generalleutnant und Moderner Fünfkämpfer
- Fritz Held (1901–1968), Politiker, MdB
- Reinhart Steinbicker (1904–1935), Drehbuchautor, Regieassistent und Filmregisseur
- Hans Tintelnot (1909–1970), Kunsthistoriker
- August Berlin (1910–1981), Politiker, MdB
- Herbert Finne (1919–1999), Musiker, Musikdirektor
- Helmut Krüger (1920–2010), Politiker, MdL
- Heinrich Schnitger (1925–1964), Mediziner, Erfinder der Kolbenhubpipette
- Rolf Siewing (1925–1985), Zoologe und Hochschullehrer
- Rüdiger Klessmann (1927–2020), Kunsthistoriker
- Karla Raveh geb. Frenkel (1927–2017), jüdische Überlebende von Auschwitz, Ehrenbürgerin von Lemgo
- Hans Dieter Betz (* 1931), US-amerikanischer evangelischer Theologe und emeritierter Professor
- Friedrich-Wilhelm Möller (1931–1996), Möbeldesigner, Innenarchitekt und Unternehmer
- Eckart Kleßmann (* 1933), Schriftsteller
- Armin Halle (1936–2023), Journalist, Moderator und Medientrainer
- Friedhelm Beiner (1939–2024), Erziehungswissenschaftler und Hochschullehrer
- Hans Pohl (* 1939), Lehrer, Politiker und Landrat
- Klaus Wiesmann (1940–2022), Generalleutnant
- Friedrich Brakemeier (* 1943), Kommunalpolitiker
- Hans J. Kleinsteuber (1943–2012), Politik- und Medienwissenschaftler
- Peter Orloff (* 1944), Schlagersänger, Komponist, Texter, Produzent und Schauspieler
- Ingrid Pieper-von Heiden (* 1948), Politikerin
- Nikolaus Risch (* 1949), Chemiker
- Roland Schäfer (* 1949), Kommunalpolitiker
- Heinz-Dietrich Steinmeyer (* 1949), Rechtswissenschaftler und Hochschullehrer
- Rudolf Stichweh (* 1951), Soziologe
- Hans-Ulrich Krüger (* 1952), Politiker
- Konstantin Meyl (* 1952), Elektroniker
- Irmgard Fees (* 1952), Historikerin
- Rosmarie Beier-de Haan (1953–2023), Historikerin, Museumstheoretikerin und Ausstellungskuratorin
- Axel Haverich (* 1953), Mediziner, Herzchirurg
- Heinz Hilgert (* 1953), Vorstandsvorsitzender der WestLB
- Annette Weber (* 1956), Autorin von Kinder- und Jugendliteratur
- Ina Meise-Laukamp (* 1957), Politikerin
- Beate Reese (* 1960), Museumsleiterin, Kunsthistorikerin und Kuratorin
- Stefan Link (* 1961), Althistoriker
- Anke Schäferkordt (* 1962), Leiterin und Geschäftsführerin von RTL
- Stephan Buchheim (* 1963), Journalist
- Andreas Lange (* 1964), Lutherischer Superintendent
- Christian Jaschinski (* 1965), Autor
- Silke Zertz (* 1966), Drehbuchautorin
- Ruth Brand (* 1967),  Präsidentin des Statistischen Bundesamtes, Bundeswahlleiterin
- Jochen Rath (* 1967), Historiker und Archivar
- Axel Sundermann (* 1968), Fußballspieler
- Volker Zerbe (* 1968), Handballspieler
- Burkhard Balz (* 1969), Mitglied des Vorstands der Deutschen Bundesbank
- Ingo Pott (* 1970), Architekt
- Nicole Helbig (* 1970), Kunsthandwerkerin
- Matthias Alteheld (* 1971), Pianist, Professor an der Hochschule für Musik Freiburg
- Viola Alvarez (* 1971), Schriftstellerin
- Gerald Hagemann (* 1971), Schriftsteller
- Jan Philip Scheibe (* 1972), Künstler
- Dagmar Schönleber (* 1973), Comedian
- Daniel Hetzer (* 1974), Film- und Fernsehproduzent
- Jule K., bürgerlich  Juliane Kruschke (* 1974), Künstlerin
- Katrin Schumacher (* 1974), Literaturwissenschaftlerin und Journalistin
- Pinar Atalay (* 1978), deutsch-türkische Radio- und Fernsehmoderatorin
- Michael C. Bienert (* 1978), Historiker
- Maik Twelsiek (* 1980), Triathlet
- Hüseyin Tabak (* 1981), kurdisch-deutscher Filmregisseur
- Casper, bürgerlich Benjamin Griffey (* 1982), deutsch-US-amerikanischer Rapper und Rap-Rock-Künstler
- Andre Begemann (* 1984), Tennisspieler
- Patrik Buchmüller (* 1985), Radiomoderator und Nachrichtensprecher, Gewinner des Deutschen Radiopreises 2012
- Dominic Klemme (* 1986), Radrennfahrer
- Freddie Schürheck (* 1987), Radiomoderatorin und Journalistin
- Sebastian Schaffstein (* 1987), Radiomoderator und Journalist
- Daniel Klemme (* 1991), Radrennfahrer
- Kirsten Nesse (* 1995), Fußballspielerin
- Lukas Zerbe (* 1996), Handballspieler
- Matthias Blübaum (* 1997), Schachspieler
- Zeliha Puls (* 1997), Handballspielerin
- Mateo Biondić (* 2003), Fußballspieler
- Ben Connar Battermann (* 2004), Handballspieler

## Ehrenbürger
- Heinrich Drake (1881–1970), Politiker
- Karla Raveh (1927–2017), Trägerin des Bundesverdienstkreuzes, Jüdin, die Auschwitz überlebt hat
- Walther Schmidt (1913–1991), Kantor an St. Marien zu Lemgo und Musikpädagoge
- August Louis Wolff (1825–1911), Kaufmann, US-amerikanischer Honorarkonsul und Mäzen

## Weitere Persönlichkeiten
Folgende Persönlichkeiten stammen nicht gebürtig aus Lemgo, haben aber in der Stadt gewirkt:
- Bernhard II. (um 1140 – 1224), Regent des Landes Lippe
- Hermann Hamelmann (1526–1595), Theologe
- Wilhelm Adolf Scribonius (1550–1600), Philosoph, Mediziner und Hexentheoretiker
- Johann Friedrich Reinert (1769–1820), Philologe, Prorektor und Rektor des Gymnasiums zu Lemgo
- Heinrich Karl Brandes (1798–1874), Rektor des Gymnasiums zu Lemgo, Reiseschriftsteller
- Leonhard Wahrburg (1860–1933), jüdischer Rechtsanwalt, Justizrat und Stadtverordneter
- Clemens Becker (1869–1961), 1919/20 Ministerpräsident im Land Lippe, 1946/47 Bürgermeister von Lemgo
- Marianne Weber (1870–1954), Soziologin und Ehefrau des Mitbegründers der Soziologie Max Weber
- Adolf Sternheim (1871–1950), jüdischer Kaufmann in Lemgo, Überlebender Theresienstadt, Mitbegründer DRK Lemgo und der FDP Lemgo
- Wilhelm Gräfer (1885–1945), Bürgermeister der Stadt von 1923 bis 1945, im April 1945 standrechtlich erschossen
- August Prüßner (1895–1970), lippischer Landtagsabgeordneter und NSDAP-Kreisleiter in Lemgo
- Walter Sethe (1898–1955), Stadtdirektor von Lemgo von 1947 bis 1955
- Max Otto Bruker (1909–2001), 1946 bis 1974 Arzt (ab 1949 Ärztlicher Leiter) der Anstalt Eben Ezer
- Walther Schmidt (1913–1991), Kantor an St. Marien zu Lemgo und Musikpädagoge, Ehrenbürger der Alten Hansestadt
- Wilhelm G. Niemöller (1928–2017), Künstler, lebte und arbeitete in Lemgo
- Bruno Wagener-Köhler (1917–1988), Verlags- & Zeitungsinhaber F. L. Wagener Lemgo
- Gerhard Schröder (* 1944), Bundeskanzler von 1998 bis 2005
- Heinrich Detering (* 1959), Literaturwissenschaftler, Übersetzer und Lyriker, ab 1978 Mitarbeiter der Lemgoer Hefte
- Abroo (bürgerlich Andreas Biernat, * 1977), Rapper